# Grote Scheldeprijs 1975
Il Grote Scheldeprijs 1975, sessantunesima edizione della corsa, si svolse il 29 luglio per un percorso di 246 km, con partenza ed arrivo a Schoten. Fu vinto dal belga Ronald De Witte della squadra Carpenter-Confortluxe-Flandria davanti al tedesco occidentale Dietrich Thurau e all'altro belga Freddy Maertens.

## Ordine d'arrivo (Top 10)
| Pos. | Corridore          | Squadra                        | Tempo    |
| ---- | ------------------ | ------------------------------ | -------- |
| 1    | Ronald De Witte    | Carpenter-Confortluxe-Flandria | 5h44'30" |
| 2    | Dietrich Thurau    | Ti-Raleigh                     | s.t.     |
| 3    | Freddy Maertens    | Carpenter-Confortluxe-Flandria | a 11"    |
| 4    | Roger De Vlaeminck | Brooklyn                       | s.t.     |
| 5    | Frans Verbeeck     | Maes Pils-Watney               | s.t.     |
| 6    | Marc Demeyer       | Carpenter-Confortluxe-Flandria | s.t.     |
| 7    | Jozef Abelshausen  | Ijsboerke-Colner               | s.t.     |
| 8    | Frans Van Looy     | Molteni-Campagnolo             | s.t.     |
| 9    | Eric Van de Wiele  | Rokado                         | s.t.     |
| 10   | José De Cauwer     | Frisol-GBC                     | s.t.     |